# Simon Fuks
Pour les articles homonymes, voir Fuks.
Simon Fuks est né le 9 avril 1911 à Golub-Dobrzyń (powiat de Golub-Dobrzyń) en Pologne et mort 26 août 2008 à Colmar, est un ancien grand-rabbin de Colmar et du Haut-Rhin.

## Biographie
Simon Fuks étudie au Séminaire israélite de France (SIF).
Il assure l’intérim du grand-rabbin Ernest Weill qui décède en 1947.
Simon Fuks est nommé grand-rabbin du Haut-Rhin en octobre 1947. Il est grand-rabbin honoraire depuis son départ à la retraite en 1986. Parmi ses élèves se trouve l'illustrateur Serge Bloch.